# Fesdis
Fesdis (în arabă فسديس) este o comună din provincia Batna, Algeria.
Populația comunei este de 7.517 locuitori (2008).